# Маноаја (Њамц)
Маноаја (рум. Mănoaia) насеље је у Румунији у округу Њамц у општини Костиша. Oпштина се налази на надморској висини од 231 m.

## Становништво
Према подацима из 2002. године у насељу је живело 930 становника, од којих су сви румунске националности.